# Langriville
Langriville est une paroisse civile du Lincolnshire, en Angleterre.